# Stupava (Uherské Hradiště-i járás)
Stupava település Csehországban, a Uherské Hradiště-i járásban. Stupava Staré Hutě, Koryčany, Střílky, Osvětimany, Buchlovice és Zástřizly településekkel határos. Lakosainak száma 163 fő (2024. január 1.).

## Népesség
A település lakosságának változását az alábbi diagram mutatja:
| Lakosok száma | 768  | 718  | 672  | 532  | 352  | 152  | 147  | 156  | 151  | 163  |
|               | 1869 | 1900 | 1921 | 1961 | 1980 | 2011 | 2016 | 2019 | 2021 | 2024 |